# Gruba Kaśka (wodozbiór)
Gruba Kaśka – zwyczajowa nazwa klasycystycznego wodozbioru (obudowy studni) z końca XVIII wieku, znajdującego się w Warszawie w pasie rozdzielającym jezdnie al. „Solidarności”, w pobliżu zbiegu tej ulicy z placem Bankowym i ul. Andersa.

## Historia
Budowla została wzniesiona w 1787 według projektu Szymona Bogumiła Zuga na zaprojektowanym przez niego placyku Tłumackie na terenie jurydyki o tej samej nazwie. Ma kształt walca o średnicy zewnętrznej 4,3 metra. Jest ozdobiona płycinami z boniowaniem oraz fryzem tryglifowym i zwieńczona schodkowym daszkiem wykonanym z blachy miedzianej z pozłacaną kulą. Było to jedno z kilku ujęć wody powstałych w tym czasie w Warszawie.
Wodozbiór został poważnie uszkodzony w czasie II wojny światowej. W czasie powstania warszawskiego pociski wybiły w budowli trzy dużych rozmiarów wyrwy, a elewacja i daszek zostały uszkodzone odłamkami pocisków. Zmieniło się także jej otoczenie, m.in. 16 maja 1943 Niemcy wysadzili w powietrze znajdującą się naprzeciwko Wielką Synagogę.
Po przeprowadzeniu w latach 1947–1949 Trasy W-Z budowla znalazła się między jezdniami al. gen. Karola Świerczewskiego (obecnie al. „Solidarności”).
Podczas remontu w 2004 odtworzono jej pierwotny wygląd, który został zmieniony podczas powojennej odbudowy, m.in. odsłonięto dwa zamurowane okienka, przywrócono pierwotne linie boniowania nad poszerzonym wejściem, wykonano nowe dębowe dwuskrzydłowe drzwi wejściowe, a także oczyszczono fryz, wzmocniono fundamenty w celu ograniczenia drgań pochodzących z przechodzących bardzo blisko „Grubej Kaśki“ linii tramwajowych oraz pozłocono kulę.

## Inne informacje
W latach 1966−1967 przy al. gen. Karola Świerczewskiego 74 zbudowano bar samoobsługowy „Gruba Kaśka“ według projektu Jana Bogusławskiego i Bohdana Gniewiewskiego.

## Galeria

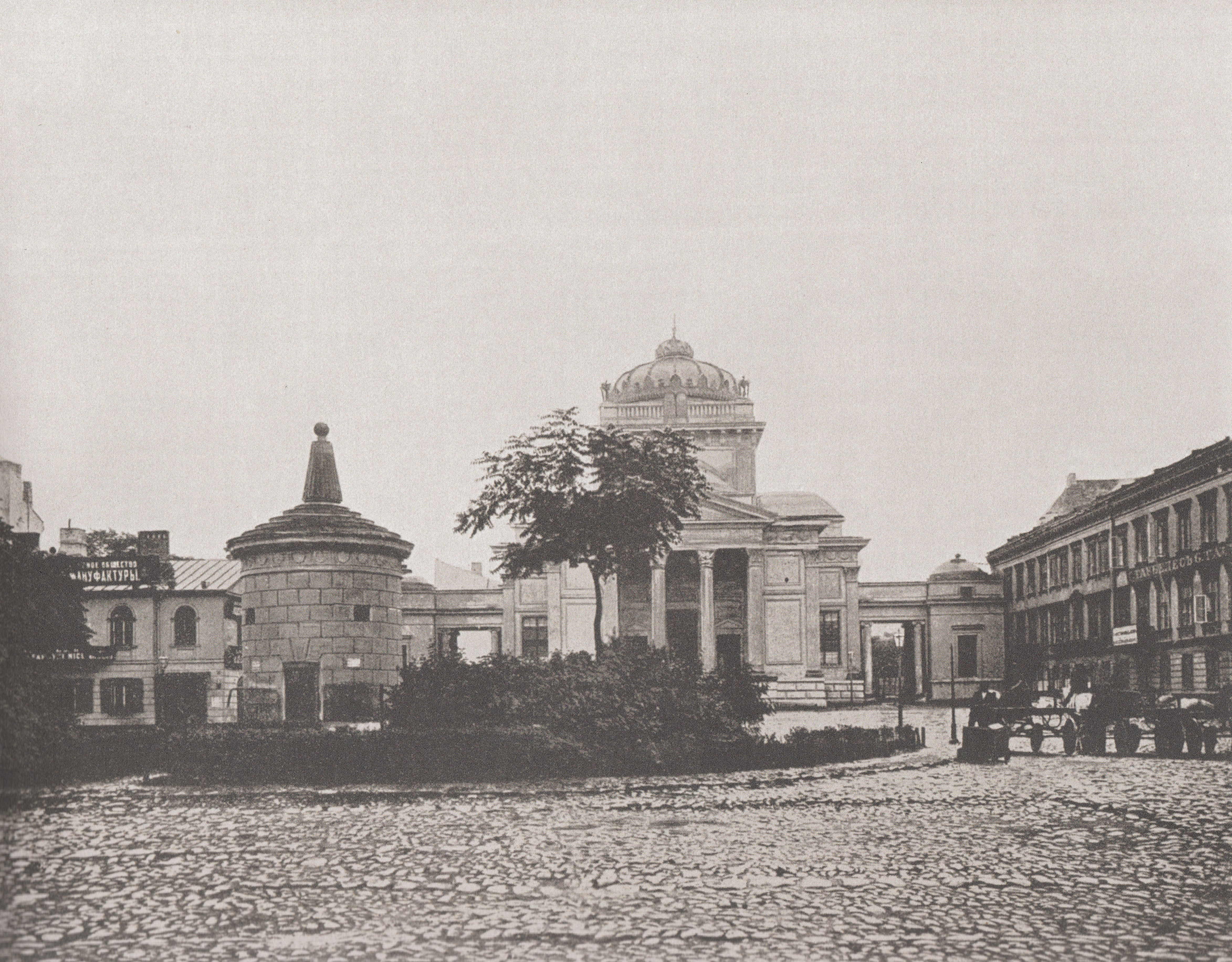
Studnia i jej otoczenie przed 1898
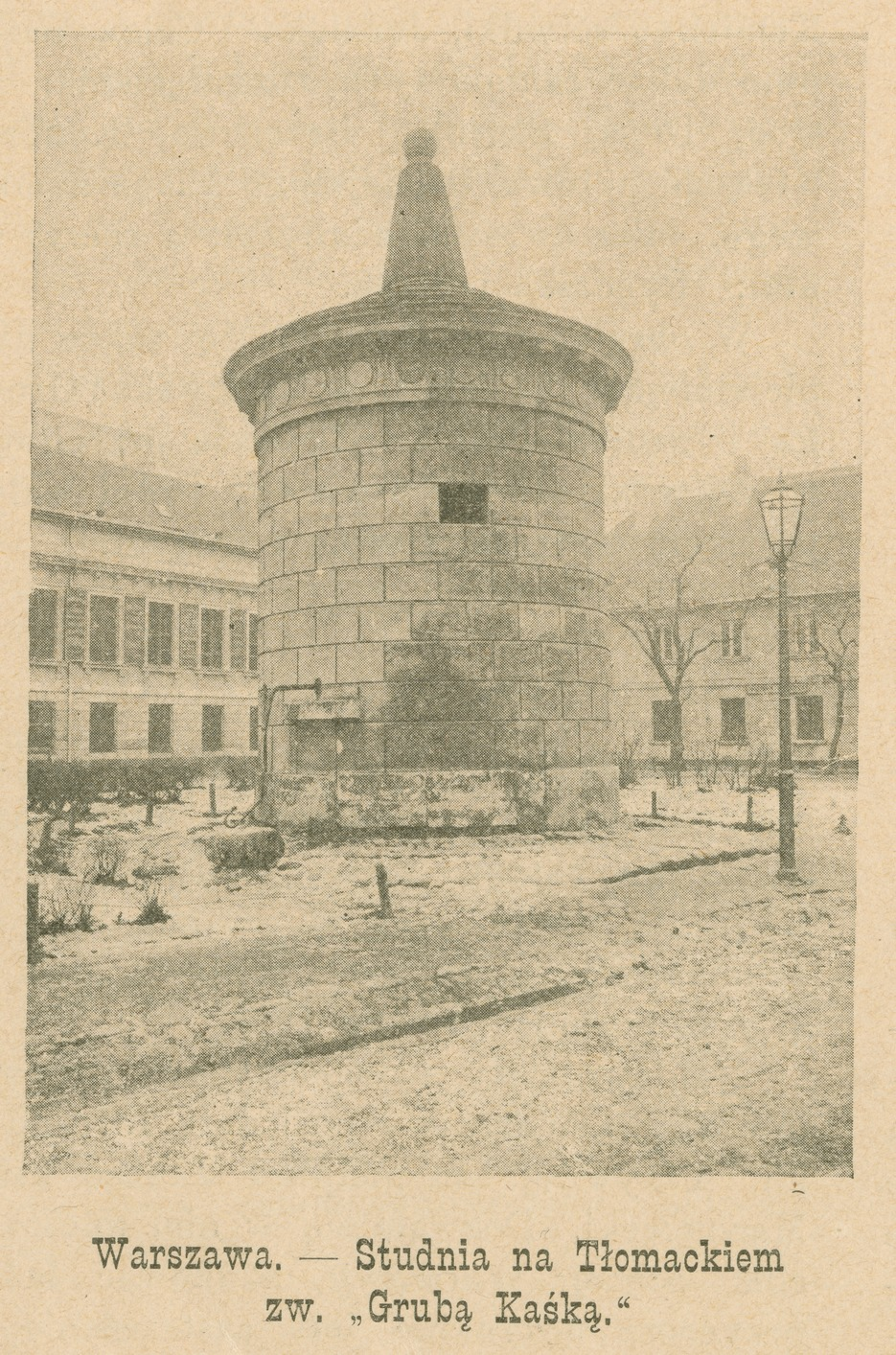
Warszawa: studnia na Tłomackiem zw. "Grubą Kaśką" 1899
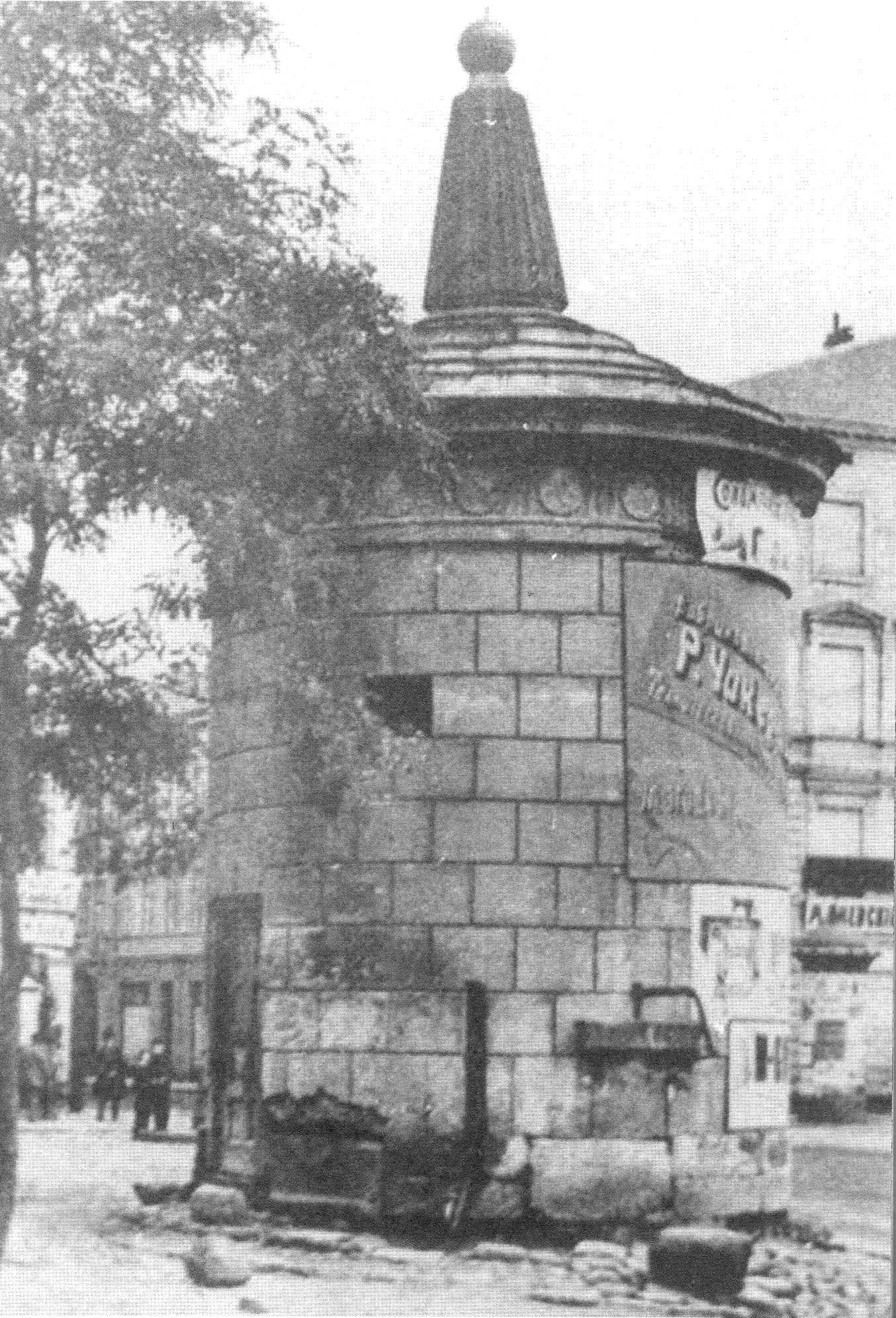
Studnia z szyldami reklamowymi w 1900
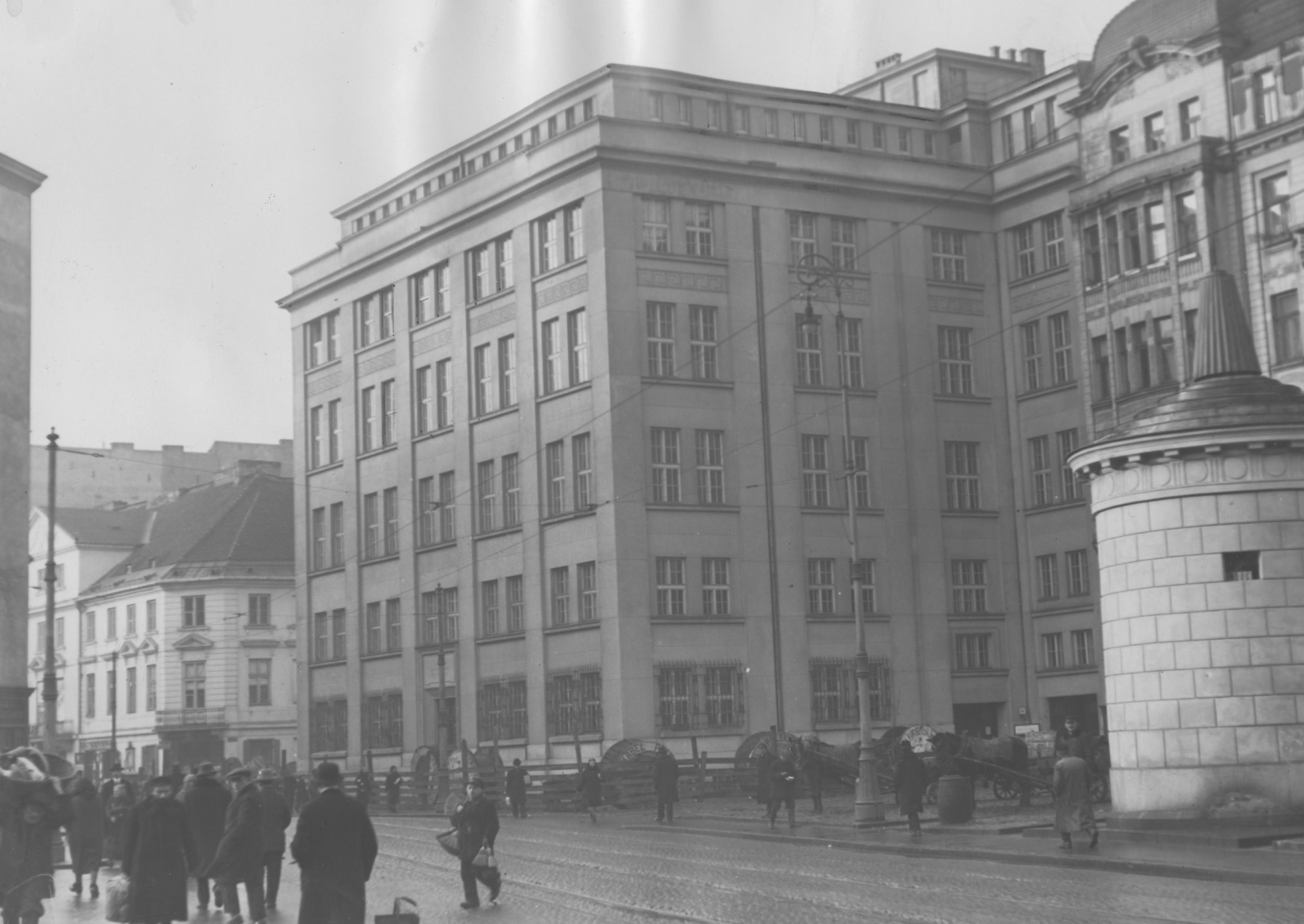
Gruba Kaśka i jej otoczenie w 1932 roku